# تنظيم الدولة الإسلامية في كردستان
 تنظيم الدولة الإسلامية في كردستان كان مصطلح عام يأشر إلی أما أفعال تنظيم الدولة الاسلامية في كردستان الكبرى، أو أنظمة الخلايا السرية التي تعمل في كردستان والتي مترابطين بولاءهم للدولة الإسلامية.

## خلفية
أشار مقاتل من الدولة الإسلامية من اصل شيشاني أن الدولة الإسلامية تخطط لجعل كردستان إلى ولاية داخل خلافتها, ولكنها تأخرت مرارا وتكرارا بسبب فشل الدولة الإسلامية في السيطرة على أي أرض مهمة في كردستان. ومع ذلك، كانت هناك العديد من الخلايا المنظمة، التي يهيمن عليها الأكراد الذين يعملون في كردستان، والتي ترتبط ببعضها البعض من خلال ولائهم المتبادل للدولة الإسلامية. اتخذ داعش في وقت لاحق موقفا إداريا رسميا يسمى "والي كردستان"، حيث يتم تعيين شخص ما للسيطرة على أنشطة داعش في كردستان وتقديم تقرير إلى الخليفة. الوالي هو حاكم ولاية، وهي منطقة إدارية داخل الخلافة.

## أفعال
في ديسمبر 2013، كانت هناك تقارير عن أن الدولة الإسلامية تصنع ولاية كردستان. كان من المقرر أن تكون ولاية كردستان المزعومة تحت حكم كبار المسلحين الأكراد، الذين يقدمون تقاريرهم مباشرة إلى كبار قادة الدولة الإسلامية. شملت الولاية المزعومة المناطق ذات الأغلبية الكردية في العراق وسوريا وتركيا وإيران، وأعلن زعيم كبير في الدولة الإسلامية في نينوى إعلان الولاية علنا. كما أدرج تنظيم القاعدة، الذي تستند أيديولوجيته إلى أفكار أسامة بن لادن، كردستان كولاية داخل الخلافة المخطط لها، والتي يقال إنها ألهمت الدولة الإسلامية لتشكيل ولاية كردستان أيضا.
بعد سقوط الفلوجة، وسقوط الموصل، أعلنت الدولة الإسلامية نفسها خلافة في 29 يونيو 2014، مع أبو بكر البغدادي كخليفة.
كانت أنصار الإسلام وكتائب كردستان، وهما مجموعتان متحالفتان بشكل وثيق، من أكبر الجماعات الجهادية بين الأكراد. كان أنصار الإسلام مؤيدا لتنظيم القاعدة، في حين كانت كتائب كردستان فصيلا رسميا لتنظيم القاعدة. كان كلاهما متحالفا مع دولة العراق الإسلامية، التي كانت تابعة لتنظيم القاعدة في ذلك الوقت. في وقت لاحق من عام 2010، تم حل كتائب كردستان، كما تم حل دولة العراق الإسلامية في أبريل 2013. تأسست الدولة الإسلامية في 7 أبريل 2013، كخليفة لدولة العراق الإسلامية، وأصبحت عدوا لتنظيم القاعدة والجماعات التابعة لها. بعد تأسيس الدولة الإسلامية، بدأ أنصار الإسلام في القتال بشراسة ضدهم، حيث تبادلت المجموعتان إطلاق النار لعدة أشهر. لقد فازت الدولة الإسلامية بالصراع. في وقت لاحق، في يوليو 2014، في خطوة مفاجئة أثارت العديد من الأسئلة والخلافات، تعهد العديد من قادة أنصار الإسلام بالولاء للدولة الإسلامية. في 29 أغسطس 2014، تعهد أكثر من 50 من قادة أنصار الإسلام، والأعضاء رفيعي المستوى، بالولاء لأبو بكر البغدادي. استمر أنصار الإسلام، على الرغم من خسائره الكبيرة، في العمل ومعارضة الدولة الإسلامية. في أبريل 2014، أصدر متحدث كتائب كردستان بيانا انتقد فيه الأكراد الذين انضموا إلى الدولة الإسلامية.
في نوروز 2015، أصدرت الدولة الإسلامية مقطع فيديو دعائي مدته 24 دقيقة باللغة الكردية. كان المتحدث الرئيسي في الفيديو هو أبو خطاب الكردي، الذي وعد بأن الدولة الإسلامية "ستجلب الخلافة إلى كردستان". انتهى الفيديو بذبح ثلاثة من جنود البيشمركة من قبل متشدد كردي مختلف.
كما أعلن تنظيم الدولة الإسلامية في كردستان مسؤوليته عن تفجيرين في الحسكة، واستهدف احتفالات نوروز، مما أدى إلى وفاة ما يصل إلى 45 شخصا.
قال ناشط كردي من سوريا عاش تحت حكم الدولة الإسلامية لفترة من الوقت، في مقابلة، إن العديد من الأكراد رفيعي المستوى في الدولة الإسلامية كانوا من أكراد العراق، مع كمية كبيرة من أكراد إيران وأكراد تركيا، فضلا عن العديد من أكراد سوريا. ادعى أن أكراد سوريا لم كان عندهم اتصال مع الدولة الإسلامية، وبالتالي كانوا أكثر عرضة لتصديق الشائعات حول الدولة الإسلامية، ولكن لا يزال الكثيرين ينضمون إليهم. على الرغم من أنه عارض الدولة الإسلامية، إلا أنه دحض الادعاءات بأن الدولة الإسلامية كانت معادية للأكراد، وادعى أنها لا تفرق بين الأكراد والعرب، وأنهم لا تقاتل الأكراد لأنهم أكراد، لكنهم يقاتلون الجماعات الكردية العلمانية القومية لأنهم ضد عقيدتهم الدينية. في أوائل عام 2015، قدر عدد الأكراد (مهما كانت جنسيتهم) في صفوف الدولة الإسلامية بنحو 3,000. حصلوا لقب "كُرد الخلافة" بسبب رفضهم لجنسياتهم السابقة (العراقية، السورية، التركية، الإيرانية) فضلا عن رفضهم الولاء للحركة القومية الكردية.
قال أبو محمد العدناني، في بيان صدر في سبتمبر 2014، "نحن لا نقاتل الأكراد لأنهم أكراد، بل نقاتل الكفار منهم، حلفاء الصليبيين واليهود في حربهم ضد المسلمين. أما بالنسبة للأكراد المسلمين، فهم شعبنا وقومنا وإخواننا أينما كانوا. دمائنا دون دمائهم. الأكراد في صفوف الدولة الإسلامية لكثير، وإنهم أشجع المقاتلين ضد الكفار من قومهم."
انضم الملا شوان كردي إلى الدولة الإسلامية خلال مراحلها المبكرة وارتفع ليكون عضوا كبيرا. ظهر الملا شوان في مقطع فيديو في أوائل عام 2015، أجرى فيه مقابلات مع 20 من مقاتلي البيشمركة و مقاتل واحد من الجيش العراقي، كانوا محبوسين في أقفاص.
كما تعهد واعظ مشهور آخر يدعى إسماعيل سوسي، ومقره في أربيل، بالولاء للدولة الإسلامية وألقي القبض عليه في عام 2018 بعد تورطه في هجوم على المكاتب الحكومية في أربيل. كما ألقي القبض على دستبار عثمان، وهو مراهق كردي من ألمانيا كان يزور سوسي بشكل متكرر خلال رحلاته إلى كردستان العراق، بعد أن انتقل إلى كردستان العراق ليكون مخبرا للدولة الإسلامية.
زاد نفوذ الدولة الإسلامية بسرعة في أديامان وبينغول، في كردستان التركية، حيث غادر الكثيرون إما للانضمام إلى الدولة الإسلامية، أو تشكيل خلايا الدولة الإسلامية في مدنهم. كان لدى أديامان أكثر خلايا الدولة الإسلامية دموية في جميع أنحاء تركيا، ومن بين الخلية المكونة من 21 شخصا، كان 18 من السكان الأصليين الأكراد في أديامان، مما أدى إلى مفاجأة بسبب كيفية ارتباط الأكراد بوحدات حماية الشعب في وسائل الإعلام في ذلك الوقت. ادعوا بعض الأكراد في تركيا أيضا ان العيش في الدولة الإسلامية احسن من العيش في تركيا، مدعيين أن داعش لن تضطهدهم لكونهم أكرادا.
كان الأكراد الموالون للدولة الإسلامية حاسمين خلال حصار كوباني، حيث قام كل من أكراد كوباني والأكراد الذين سافروا إلى هناك، بتوجيه الدولة الإسلامية عبر التضاريس والحواجز اللغوية. في حين رحب العديد من أكراد كوباني بالدولة الإسلامية بدعم حقيقي، رحب بهم آخرون لأنهم كرهوا حزب الاتحاد الديمقراطي لدرجة أنهم اعتبروا الدولة الإسلامية بديلا أفضل.
في عام 2018، فجر رجل كردي إيراني يدعى سارياس صادقي، الذي عمل كمجند للدولة الإسلامية، نفسه في ضريح روح الله الخميني. عبرت غالبية الأكراد في إيران الذين تعاطفوا مع الدولة الإسلامية إلى كردستان العراق أو إلى سوريا من أجل الانضمام إلى فصيلها الكردي، على الرغم من أن أقلية صغيرة منهم عبرت إلى أفغانستان للانضمام إلى الدولة الإسلامية - مقاطعة خراسان.
في عام 2017، ظهرت مجموعة كردية تعرف باسم الأعلام البيضاء. ادعى مسؤولو الدفاع والجيش الأمريكيون أن الأعلام البيضاء كانت اتحادا من بقايا داعش وأنصار الإسلام الكردية، ومع ذلك كانت مجرد ادعاءات، حيث واصل أكراد الدولة الإسلامية القتال من أجل الدولة الإسلامية تحت خلايا نائمة. كما زعم أن الأعلام البيضاء متحالفة مع الدولة الإسلامية، ومع ذلك فإن الادعاءات لا أساس لها من الصحة لأن المجموعتين لم تتفاعلا أبدا. كانت الأعلام البيضاء غير نشطة منذ عام 2018. كان الإجماع المشترك هو أن الأعلام البيضاء كانت فصيل أنصار الإسلام الذي حاول إعادة تسمية العلامة التجارية وفشل.
في يناير 2021، قتل أبو صادق، والي كردستان، في عملية جهاز مكافحة الإرهاب العراقي الذي قتلت أبو ياسر العيساوي ايضا.
في يوليو 2021، تعاون جهاز مكافحة الإرهاب العراقي مع جهاز مكافحة الإرهاب الكردي لقمع خلايا الدولة الإسلامية في جميع أنحاء العراق. في وقت لاحق من ديسمبر، عطلت قوات الأمن الكردية العشرات من خلايا الدولة الإسلامية النائمة في جميع أنحاء كردستان العراق، وأكد مجلس أمن إقليم كردستان أن معظم أعضاء خلايا الدولة الإسلامية الذين اعتقلوهم كانوا من الأكراد. ألقي القبض على زعيم الخلية في 13 ديسمبر، في عملية بعد 72 ساعة من اعتقال 25 من أعضاء الدولة الإسلامية من حلبجة وسعيد صادق وخورمال وسروان وأربيل.
تم تعطيل خليتين نائمتين كرديتين من الدولة الإسلامية في أغسطس 2022، وأشير إلى كردستان على أنها "أرض خصبة" لأيديولوجية الدولة الإسلامية.
في يوليو 2023، عُثِر على قائد الدولة الإسلامية الذي كان متورطا في مذبحة معسكر سبايكر واعتقاله في السليمانية.
في نوفمبر 2024، في عملية متشاركة بين العراق وإقليم كردستان، التي شملت مكافحة إرهاب كردستان، وجهاز الأمن الوطني العراقي، والطائرات الحربية العراقية، وكوماندوز البشمركة، شنت غارات كبيرة على الدولة الإسلامية في السليمانية وحلبجة وكركوك ورانيا. تم تدمير هيكل قيادة الدولة الإسلامية في كردستان خلال الغارات. كما أعلن الأساييش "تحطيم ولاية كردستان" نتيجة للغارات.